# Baugespann

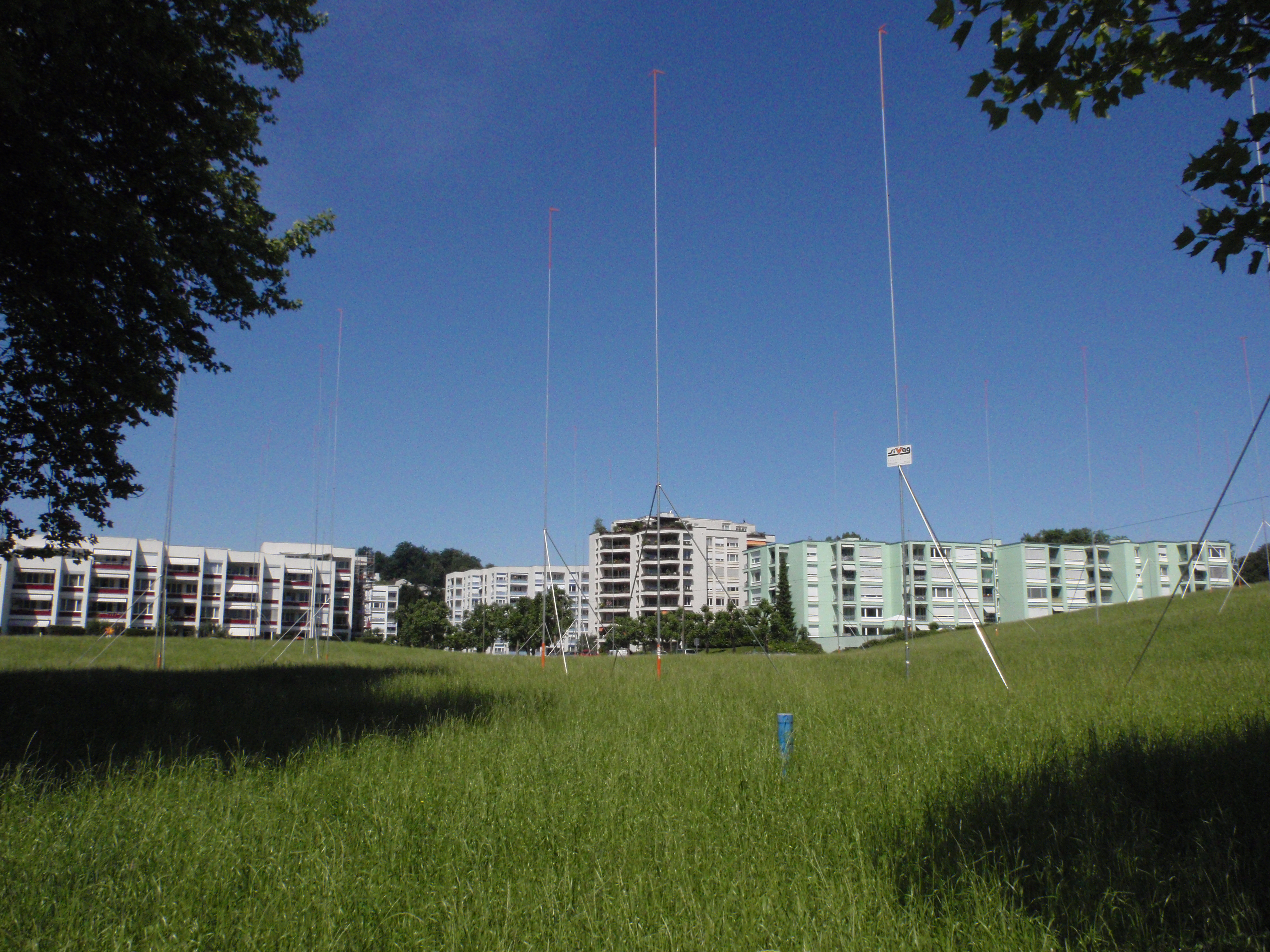
Baugespanne in Luzern

Baugespanne (auch Bauprofile, Bauvisiere oder einfach Profile) werden in der Schweiz genutzt zur Visualisierung von Bau- oder Anbauvorhaben. Die Errichtung von Baugespannen wird Aussteckung genannt.
Die Baugespanne sollen allen Betroffenen vor Ort zeigen, ob und in welchem Umfang das neue Bauvorhaben die Umgebung beeinflusst. Ein Baugespann muss vor Einreichung des Baugesuches ausgesteckt werden und bleibt in der Regel bis zur rechtskräftigen Erledigung des Baubewilligungs- und eines allfälligen Beschwerdeverfahrens stehen.
Je nach Grösse und Komplexität besteht es aus Metallstangen, Winkellatten oder einem Gerüst aus Holzlatten. Hohe Baugespanne werden mit Drahtseilen abgespannt.